# Gorka Kijera
Gorka Kijera Salaberria (ur. 26 maja 1986 w Hernani) – hiszpański piłkarz występujący na pozycji obrońcy w CD Mirandés.